# Перджине-Вальсугана
Пе́рджине-Вальсуга́на (итал. Pergine Valsugana, по-трентински Pérzen / Pérgen) — коммуна в Италии, располагается в провинции Тренто области Трентино-Альто-Адидже, центр сообщества Альта-Вальсугана-э-Берснтоль.
Население составляет 20 122 человека, плотность населения составляет 372 чел./км². Занимает площадь 54 км². Почтовый индекс — 38057. Телефонный код — 0461.
В коммуне 8 сентября особо празднуется Рождество Пресвятой Богородицы.